# Cyrtopogon jemezi
Cyrtopogon jemezi là một loài ruồi trong họ Asilidae. Cyrtopogon jemezi được Wilcox & Martin miêu tả năm 1936. Loài này phân bố ở vùng Tân Bắc giới.